# The Road (film)
The Road è un film del 2009 diretto da John Hillcoat.
Il film è un adattamento cinematografico del romanzo di Cormac McCarthy La strada, pubblicato nel 2006 e vincitore del Premio Pulitzer nel 2007.
Protagonisti della pellicola sono Viggo Mortensen e Kodi Smit-McPhee, che interpretano padre e figlio in viaggio verso sud, cercando di sopravvivere in uno scenario postapocalittico.

## Trama
In seguito ad una catastrofe apocalittica globale non meglio precisata, avvenuta 14 anni addietro, la Terra è diventata un grigio deserto freddo abitato da pochi sopravvissuti. Il disastro ha portato alla formazione di bande di cannibali e criminali, disposti a tutto pur di sopravvivere. La storia è incentrata su un padre e un figlio che percorrono a piedi gli Stati Uniti con la speranza di raggiungere a sud un clima migliore.
Alla disperata ricerca di cibo e di tutto ciò che possa essere loro utile, i due si spingono sempre più vicino alla costa, trascinando un carrello della spesa contenente le poche cose che rimangono loro. L'oggetto più prezioso di tutti è però la pistola che l'uomo si porta dietro da anni, con solo due pallottole; ha istruito il figlio su come usarle, raccomandandogli di non cadere vivo nelle mani dei cannibali.
Durante il sonno, l'uomo è turbato dal ricordo della moglie, che dopo aver dato alla luce il loro figlio, non riesce ad accettare la nuova situazione, fatta di privazioni e stenti, fino a quando una notte, dopo una discussione col marito, decide di uscire di casa nella notte, al buio, con l'intenzione di suicidarsi.
Percorrendo la strada verso la costa, disperati, i due incappano in un deposito di cibo sotterraneo dove riescono a trovare il necessario per rimettersi in forze. Con il passare del tempo l'uomo diventa sempre più cinico ed egoista, temprato dalla lotta per la sopravvivenza, mentre il figlio mantiene un atteggiamento buono e generoso, riuscendo a mitigare le scelte dure e crudeli del padre.
Poco dopo aver lasciato il deposito i due s'imbattono in un vecchio di nome Eli, stremato dalle fatiche; il bambino convince il padre a dare da mangiare al vecchio, che poco dopo lasciano a sé stesso.
Raggiunta la costa, i due non trovano quello che si aspettavano, ma unicamente la solita desolazione. Mentre l'uomo cerca rifornimenti, uno sconosciuto ruba ai due tutto il loro avere e fugge. Nonostante il padre sia indebolito a causa delle pessime condizioni di salute, riescono a raggiungere il ladro che, sostenendo di essere disperato, prega l'uomo di lasciarlo vivere. Nonostante le suppliche del ladro, l'uomo gli ordina di spogliarsi e di dargli tutto quello che ha con sé, gridando: "Tu non avresti avuto problemi a lasciarci morire". Detto questo lo abbandona senza i vestiti sulla spiaggia.
Così come è successo per il vecchio Eli, anche in questa situazione è il figlio a dare un epilogo positivo all'evento: convinto il padre, i vestiti (oltre a una scatoletta di cibo) verranno restituiti e lasciati in terra, anche se dell'uomo non si ha più traccia.
Le cose si complicano quando un'imboscata tenuta da un'altra coppia di sopravvissuti con arco e frecce ferisce il padre a una gamba, cosa che gli renderà impossibile trascinare tutte le provviste accumulate.
In punto di morte, l'uomo ricorda al figlio come usare la pistola e come comportarsi, sostenendo che non deve arrendersi alle immoralità e cercare "i buoni". Perduto il padre, il ragazzo incontra una famiglia di sopravvissuti che li stava seguendo da tempo imprecisato, dopo iniziali dubbi e paure, accetta di unirsi a loro.

## Produzione
Nel novembre del 2006 il produttore Nick Wechsler ha ottenuto un finanziamento per acquistare i diritti cinematografici del romanzo La strada di Cormac McCarthy. Wechsler pensò a John Hillcoat, che aveva diretto nel 2005 La proposta, per dirigere l'adattamento cinematografico. Nell'aprile del 2007 fu ingaggiato Joe Penhall per scrivere la sceneggiatura. Con in mano la sceneggiatura, Wechsler assieme ai produttori Steve Schwartz e Paula Mae Schwartz si misero alla ricerca di un attore adatto al ruolo principale.

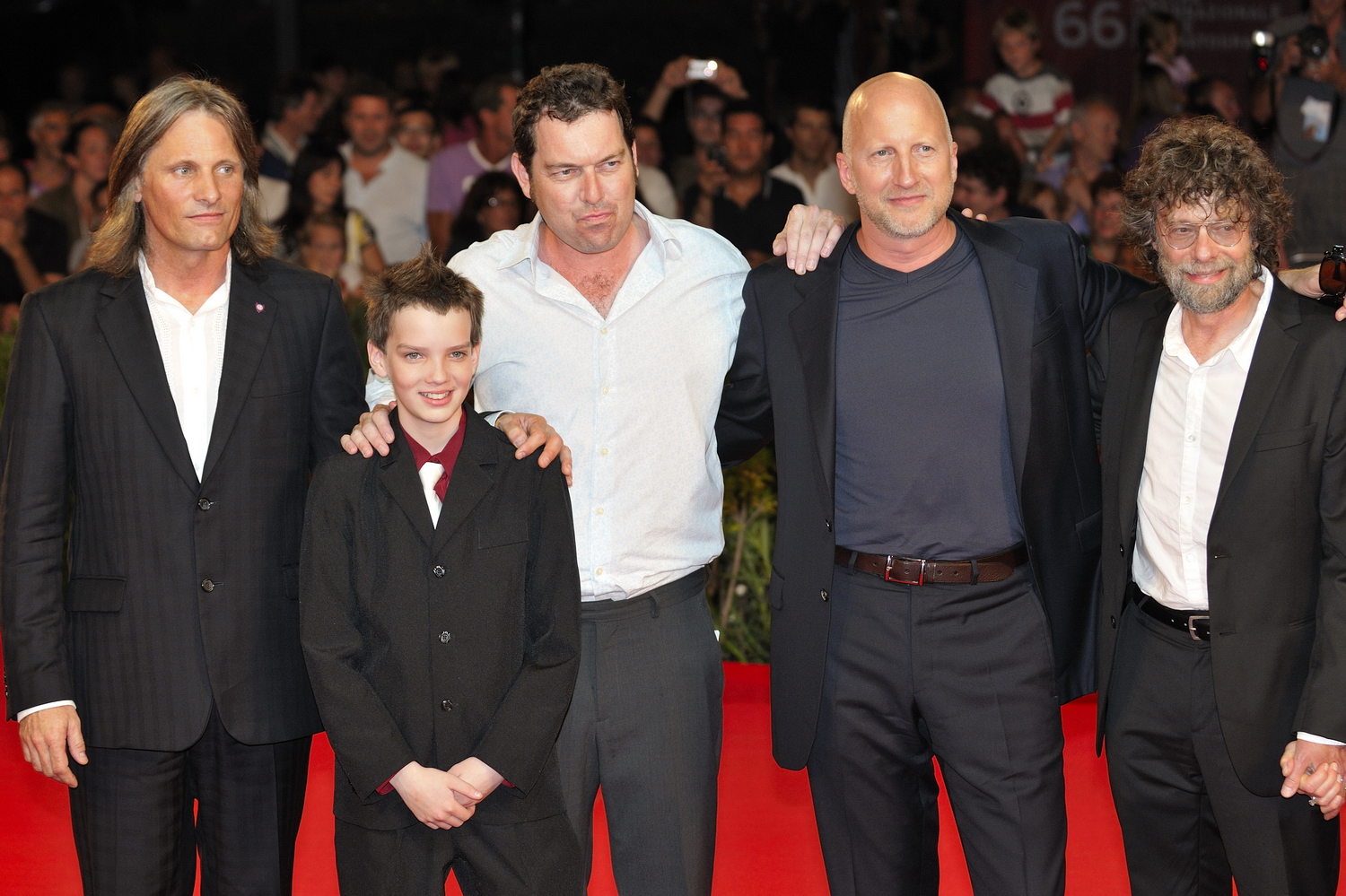
Viggo Mortensen, Kodi Smit-McPhee, lo sceneggiatore Joe Penhall, il regista John Hillcoat e il produttore Steve Schwartz alla presentazione del film alla Mostra del cinema di Venezia 2009

Nel novembre del 2007 l'attore Viggo Mortensen entrò in trattative per il ruolo del padre, nonostante fosse in Nuovo Messico per le riprese di Appaloosa di Ed Harris. Il ruolo che ha interpretato Charlize Theron ha assunto un'importanza maggiore nel processo di sviluppo del film, rispetto al libro.
Con un budget di 20 milioni di dollari, le riprese sono iniziate a fine febbraio 2008 nel sud-ovest della Pennsylvania, dove si sono protratte per otto settimane. Successivamente la produzione si è spostata in Louisiana e in Oregon.
La Pennsylvania, dove la maggior parte delle riprese ha avuto luogo, è stata scelta per le sue agevolazioni fiscali e l'abbondanza di luoghi simili a scenari post-apocalittici, come bacini, dune e zone degradate di Pittsburgh. Il regista ha girato delle scene in alcune parti di New Orleans, devastate dall'uragano Katrina, e sul Monte Saint Helens nello Stato di Washington.
Il budget per la realizzazione del film è stato di 25 milioni di dollari.

## Distribuzione
Il film era inizialmente programmato per essere distribuito nel novembre 2008, in tempo per gli Oscar 2009. La casa distributrice statunitense, la Dimension Films, ha di volta in volta posticipato l'uscita del film, ritenendo che un maggior periodo di post-produzione potesse portare beneficio al film, per poterlo distribuire in un periodo meno affollato cinematograficamente.
È stata decisa una data per la distribuzione statunitense del film, inizialmente il 16 ottobre in seguito posticipato al 25 novembre 2009. Il film è stato presentato in concorso alla 66ª Mostra internazionale d'arte cinematografica di Venezia.
Inizialmente era stata diffusa la notizia che il film non sarebbe mai stato distribuito in Italia, visto lo scarso successo che il film ha riscontrato negli USA e perché ritenuto troppo deprimente. Solo nel febbraio 2010 è stato annunciato che la Videa-CDE ha acquistato i diritti per la distribuzione italiana, ed ha annunciato l'arrivo del film nelle sale italiane il 28 maggio dello stesso anno.
Il DVD italiano è stato distribuito in Italia dal 12 ottobre 2010.

## Riconoscimenti
- 2009 - Mostra del Cinema di Venezia
  - In concorso per il Leone d'Oro
- 2010 - Premio BAFTA
  - Candidatura per la miglior fotografia ad Javier Aguirresarobe
- 2010 - Saturn Award
  - Candidatura per il miglior attore a Viggo Mortensen
  - Candidatura per il miglior attore emergente a Kodi Smit-McPhee
  - Candidatura per il miglior trucco
- 2010 - Critics' Choice Awards
  - Candidatura per il miglior attore a Viggo Mortensen
  - Candidatura per il miglior giovane interprete a Kodi Smit-McPhee
- 2009 - San Diego Film Critics Society Awards
  - Miglior fotografia ad Javier Aguirresarobe
  - Candidatura per il miglior attore a Viggo Mortensen
- 2009 - Satellite Awards
  - Candidatura per la miglior scenografia a Chris Kennedy
- 2009 - Toronto Film Critics Association Awards
  - Candidatura per il miglior attore a Viggo Mortensen